# Vesna Zmijanac

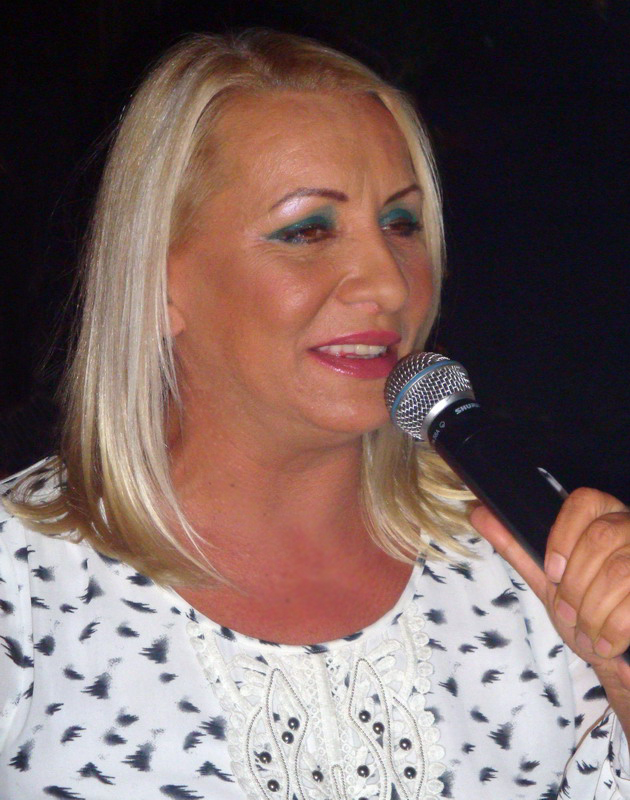
Vesna Zmijanac

Vesna Zmijanac (Serbiska: Весна Змијанац), född 4 januari 1957 i Nikšić, Montenegro, är en montenegrinsk-serbisk sångerska inom folkmusik. Hon var populär på 1980-talet i det forna Jugoslavien. Hon inledde sin karriär 1979 med singeln Hvala ti za sve (Tack för allt).

## Diskografi

### Singlar
- 1979 - Hvala ti za sve
- 1979 - Ti nisi čovek koji zna da voli
- 1979 - Ostavljena žena
- 1979 - Pođi sa mnom il' ostani s njom
- 1981 - Vetar duve oko kuće
- 1981 - Ko nam se u ljubav meša
- 1981 - Uveli mi rumeni obrazi
- 1983 - Poznati me nikad neće

### Album
- 1982 - Ljubi me, ljubi, lepoto moja
- 1983 - Ti mali
- 1983 - Šta će meni šminka?
- 1985 - Zar bi me lako drugome dao
- 1986 - Dođi što pre
- 1987 - Jedan si ti
- 1988 - Istina
- 1990 - Svatovi
- 1992 - Ako me umiriš sad
- 1994 - Idem preko zemlje Srbije
- 1995 - Malo po malo
- 1997 - Posle svega, dobro sam
- 2003 - Šta ostane kad padnu haljine
- 2011 - Pevajte mi pesme